# Ворон (фильм, 2024)
«Ворон» (англ. The Crow) — американский супергеройский фильм режиссёра Руперта Сандерса, основанный на комиксах Джеймса О’Барра, в разное время издававшихся Caliber Press, Kitchen Sink Press, Image Comics и IDW Publishing. Это перезапуск одноимённой серии фильмов, второй фильм после оригинала 1994-го года, адаптирующий комикс и параллельно с этим пятая по счёту картина во франшизе. Главные роли исполнили Билл Скарсгард, который предстанет в образе Эрика Дрейвена / Ворона, убитого наркомана, который воскресает, чтобы отомстить за собственную смерть и гибель своей невесты Шелли Уэбстер, которую играет FKA Twigs.
В разработку фильм поступил в декабре 2008 года, когда Стивен Норрингтон заявил, что он напишет и срежиссирует «переосмысление» Ворона. Он вступил в сложный производственный процесс с участием различных режиссёров, сценаристов и актёров на разных этапах. Режиссеры Норрингтон, Хуан Карлос Фреснадильо, Ф. Хавьер Гутьеррес и Корин Харди в разное время привлекались к работе над проектом, в то время как Брэдли Купер, Люк Эванс, Джек Хьюстон и Джейсон Момоа на различных этапах разработки претендовали на роль Эрика Дрейвена. Скарсгард получил роль Дрейвена в апреле 2022 года; Руперт Сандерс стал режиссёром фильма. Съёмки начались в июле и проходили в Праге и Мюнхене.
Дата выхода фильма в США назначена на 23 августа 2024 года, спустя 30 лет после выхода оригинального фильма, в России он вышел на день раньше. Первоначально датой выхода было 7 июня 2024 года, но в апреле 2024 года было решено перенести премьеру на более поздний срок. Фильм получил негативные отзывы критиков и стал кассовым провалом, собрав в мировом прокате чуть более 23 миллионов долларов при производственном бюджете в 50 миллионов долларов.

## Сюжет
Эрик Дрейвен, наркоман с трудным детством, борется с жизнью и кошмарами в реабилитационном центре. Шелли, музыкант с похожими проблемами, получает видеотекст от своей подруги Зейди, который обвиняет Винсента Роуга, криминального авторитета, выдающего себя за музыкального аристократа. Решив сохранить видео, несмотря на то, что обладание им будет означать ее смерть, Шелли пытается скрыться, но ее немедленно преследуют приспешники Роуга. Они прекращают преследование, когда Шелли арестовывают за хранение наркотиков.
Зейди схвачена и допрошена Роугом. Он рассказывает, что много веков назад он заключил договор с дьяволом, чтобы отправить невинные души в Ад в обмен на вечную жизнь. Он заставляет Зейди убить себя, нашептывая ей на ухо заклинания. Шелли отправляют в тот же реабилитационный центр, где находится Эрик. Эти двое влюбляются друг в друга и со временем сближаются. Когда Мэриан, правая рука Роуга, внезапно появляется в учреждении, Шелли паникует и убеждает Эрика помочь ей сбежать. Они находят убежище в пустующем доме одного из друзей Шелли, и двое быстро влюбляются и пытаются жить беззаботной жизнью вместе, но вскоре их находят люди Роуга и убивают.
Эрик просыпается в чистилище, похожем на железнодорожную станцию, где Кронос, духовный наставник, объясняет, что Эрику придется убить Роуга, чтобы воссоединиться с Шелли. Возрожденный и обладающий способностью исцеляться от травм, Эрик посещает Софию, мать Шелли, которая присутствовала с Мэриан в реабилитационном центре. София рассказывает, что заключила сделку с Роугом: богатство в обмен на душу Шелли. После того, как Эрик уходит, Роуг навещает Софию, чтобы расспросить об Эрике, но заставляет ее спрыгнуть с крыши, когда он недоволен ее ответами. Эрик продолжает выслеживать и убивает нескольких людей Роуга и находит телефон Шелли с компрометирующим видео, показывающим, что Роуг ранее заставил Шелли убить женщину. Внезапно усомнившись в своей любви к Шелли, Эрик теряет свою способность исцеляться и снова погибает. Вернувшись в загробную жизнь, Эрик заключает сделку с Кроносом, чтобы занять место Шелли в аду в обмен на еще один шанс убить Роуга.
Роуг узнаёт о сверхъестественных способностях Эрика и приказывает Мэриан заманить его к себе, чтобы завладеть силами Эрика. Эрик выслеживает Мэриан в оперном театре, жестоко убивая всех людей Роуга, чтобы добраться до неё. Мэриан неохотно раскрывает местонахождение Роуга, прежде чем Эрик обезглавливает её. Роугу удаётся подчинить Эрика и попытаться украсть его силы, прежде чем Эрик успевает перенести их обоих в загробную жизнь, где он быстро прикончит Роуга и спасёт душу Шелли.
После краткого воссоединения влюбленных Шелли оживает в ночь их смерти и оплакивает Эрика после того, как Кронос, замаскированный под медика, говорит ей, что отдал свою жизнь за нее. Эрик принимает свою судьбу, довольный своей верой в то, что их души однажды снова найдут друг друга.

## В ролях
- Билл Скарсгард — Эрик Дрейвен / Ворон
- FKA Twigs — Шелли Вебстер, девушка Эрика[6]
- Дэнни Хьюстон — Винсент Роуг, одержимый криминальный авторитет[7]
- Джозетт Саймон — Софи, мать Шелли[8]
- Лаура Бирн — Мэриан, правая рука Роуга
- Сами Буажила — Кронос, дух, который направляет Эрика в его миссии
- Изабелла Вэй — Зейди
- Джордан Болджер — Ченс, татуировщик и друг Эрика и Шелли[9][10][7].

## Производство
Впервые о начале работы над проектом стало известно в декабре 2008 года, когда Стивен Норрингтон заявил, что напишет сценарий и выступит режиссёром «переосмысленного» «Ворона». Норрингтон провел различие между оригиналом и его ремейком: «Если оригинал Алекса Пройаса был великолепно готическим и стилизованным, то новый фильм будет реалистичным, жёстким и загадочным, почти документальным». В октябре 2010 года появились сообщения о том, что главную роль предложили Марку Уолбергу.
Позднее Норрингтон покинул проект, и 7 апреля 2011 года стало известно, что режиссёром фильма, который с тех пор считается ремейком, стал Хуан Карлос Фреснадильо. Между тем, Брэдли Купер вёл переговоры о том, чтобы сыграть главную роль. Ф. Хавьер Гутьеррес также рассматривался на роль режиссёра. 20 апреля 2011 года стало известно, что проект застопорился из-за судебной тяжбы между Райаном Кавано из Relativity и The Weinstein Company, которая по-прежнему сохраняла за собой права на кинопрокат во всём мире. В конце июня 2011 года Relativity объявила о своих планах продолжить судебную тяжбу и пригласила Алекса Тсе. В середине августа 2011 года было объявлено, что Купер отказался от участия в проекте из-за сложностей с графиком, и на роль снова претендует Уолберг, а также, по слухам, Ченнинг Татум или Райан Гослинг, а также Джеймс Макэвой. В октябре 2011 года стало известно, что Фреснадильо также покинул проект.
Процесс производства фильма был сложным, и в разные моменты к нему подключались различные режиссёры, сценаристы и актёры. Первоначально на роль режиссёра претендовали Норрингтон, Хуан Карлос Фреснадильо, Ф. Хавьер Гутьеррес и Корин Харди, в то время как Брэдли Купер, Люк Эванс, Джек Хьюстон и Джейсон Момоа в разные периоды работы над фильмом претендовали на роль Эрика Дрейвена. Скарсгорд получил роль Дрейвена в апреле 2022 года, и вскоре после этого Сандерс был нанят в качестве режиссёра.
Съёмки начались в июле 2022 года в Праге и Мюнхене, среди локаций можно заметить помещение филармонии в здании Рудольфинум, а также на улицах недалеко от Пороховой башни. Ожидается, что съёмки завершатся в сентябре. 26 августа 2022 года Дэнни Хьюстон, чей племянник Джек ранее рассматривался на роль Эрика Дрейвена, получил нераскрытую роль. 16 сентября 2022 года производство фильма было завершено.
В сентябре 2022 года началась работа над визуальными эффектами на студии Penzing Studios в Пенцинге. Фильм стал первым крупным международным проектом, снятым на этой студии. К ноябрю 2022 года Ashland Hill Media профинансировала постпродакшн фильма.
В мае 2022 года права на международный прокат фильма «Ворон» были проданы различным покупателям на Каннском кинофестивале.
Тестовые показы ремейка «Ворона» прошли успешно, главному герою в образе Билла Скарсгарда дали крайне высокую оценку, а также признались в отличной мрачной атмосфере и визуальном стиле картины. Также отмечаются запоминающиеся боевые сцены, которые не оставят равнодушными зрителей, особенно благодаря использованию рейтинга R.
13 марта 2024 года вышел тизер-трейлер с длительностью всего в 12 секунд, а уже 14 марта вышел полноценный расширенный трейлер. Аудиторией они были приняты неоднозначно

## Выпуск
Театральный прокат фильма «Ворон» состоялся 23 августа 2024 года компанией Lionsgate Films в России и США (в Россию фильм привезла кинокомпания «Вольга»). Первоначально он был запланирован на 7 июня 2024 года. Права на международное распространение фильма представлены компанией FilmNation Entertainment и были проданы различным покупателям на Каннском кинофестивале в мае 2022 года. Lionsgate приобрела права на распространение фильма за 10 миллионов долларов.

### Домашние медиа
10 сентября 2024 года компания Lionsgate Home Entertainment объявила, что «Ворон» выйдет на платных платформах видео по запросу и в цифровой дистрибуции 13 сентября 2024 года.

## Приём

### Кассовые сборы
В Соединенных Штатах и Канаде ожидали, что «Ворон» соберет 6-9 миллионов долларов в 2500 кинотеатрах за первые выходные. За первый день в России фильм собрал 304 тысячи долларов(нелегальный прокат). Во всём остальном мире картина собрала 650 000 долларов на предварительных показах в четверг вечером. После того, как 24 августа сборы достигли 2 миллионов долларов, прогнозы были снижены до 4,5-5 миллионов долларов. За первые выходные фильм смог собрать 4,6 миллиона долларов, начав свой прокат с 8 позиции в прокате. Kotaku объяснил кассовый провал фильма общей непопулярностью серии фильмов, которую не развивали 19 лет. Deadline назвал первые выходные «катастрофическим», отметив, что оригинальный фильм собрал 11,7 миллиона долларов в 1994 году (35,5 миллиона долларов в 2024 году с учетом инфляции). По состоянию на 7 октября 2024 года «Ворон» собрал 9,3 миллиона долларов в США и Канаде и 14,5 миллиона долларов на других территориях, что в общей сложности составило 23,7 миллиона долларов по всему миру.

### Отзывы и оценки
«Ворон» получил негативные отзывы критиков, которые назвали его «бессвязным и дешёвым» и «действительно странным зрелищем». На сайте Rotten Tomatoes фильм имеет рейтинг 23 % основанный на 129 отзывах, со средней оценкой 4,3/10. Консенсус сайта гласит: «Скучное переосмысление „Ворона“ не имеет достаточной самостоятельности и драйва, чтобы поспособствовать воскрешению франшизы». Metacritic, который использует средневзвешенное значение, присвоил фильму оценку 30 из 100 на основе 31 рецензии критиков, что указывает на «в целом неблагоприятные» рецензии. Зрители, опрошенные CinemaScore, дали фильму среднюю оценку «B-» по шкале от A+ до F, в то время как зрители PostTrak дали ему 47 % общей положительной оценки (со средней оценкой 1,5 из 5 звезд), при этом 36 % заявили, что определенно рекомендовали бы его.
Очень негативный отзыв Бенджамина Ли для The Guardian: «Неудивительно, что вымученный ремейк проклятого готического триллера о мести 1994 года „Ворон“ оказалось неудачным — он разрабатывался с 2008 года, и с тех пор к нему присоединились несколько режиссеров и актеров, — но по-настоящему поразительно, насколько ужасен конечный продукт и насколько он непригоден для широкого проката». Элисон Уиллмор из Vulture была очень критична к общей постановке и прокомментировала игру актеров следующим образом: «У Скарсгарда и FKA полное отсутствие химии, и хотя она вполне справляется с ролью, которая по сути является ролью мертвой жены, он шокирующе инертен для человека, чья карьера построена почти полностью на персонажах на стыке жуткого и горячего». Другие критические отзывы были опубликованы в Screen Daily и Mashable.
Тем не менее, были и более положительные отзывы. CGMagazine назвал фильм средним и написал: «В конце концов, „Ворон“ (2024) — не худший фильм года, и если вы поклонник серии комиксов или поклонник Билла Скарсгарда, вы, скорее всего, будете после просмотра с широкой улыбкой на лице. Однако для всех остальных последняя адаптация мрачного антигероя просто ощущается как очередная версия перенасыщенного жанра супергероев с рейтингом R, который пополонил современные кинотеатры по всему миру».
В неоднозначном обзоре журнала The Ringer сделан вывод: «И хотя перезагрузку „Ворона“, как и любой другой фильм, следует рассматривать непредвзято, трудно не почувствовать, что франшизу следовало закончить оригинальным фильмом». Алекс Пройас и Рошель Дэвис отказались смотреть перезагрузку из уважения к наследию Ли. София Шинас выразила свое разочарование конечным результатом, в то время как Эрни Хадсон назвал фильм средним.
На сайте IMDb, на момент 2 сентября, фильм получил 4.7 балла из 10 на основе 5.2 тысяч оценок. В российской прессе фильм приняли неоднозначно, например, на сайте Критиканство ремейк получил 50/100.

## Будущее
По словам главного актера Билла Скарсгарда, первоначальный финал фильма был изменен создателями фильма, чтобы создать возможное продолжение, хотя он сам отнесся к этому достаточно скептически. В связи с провалом фильма в прокате будущее серии фильмов остаётся под вопросом.